# Communauté de communes du Haut-Verdon Val d’Allos
Die Communauté de communes du Haut-Verdon Val d’Allos war ein französischer Gemeindeverband mit der Rechtsform einer Communauté de communes im Département Alpes-de-Haute-Provence in der Region Provence-Alpes-Côte d’Azur. Sie wurde am 13. Dezember 2004 gegründet und umfasste sechs Gemeinden. Der Verwaltungssitz befand sich im Ort Beauvezer.

## Historische Entwicklung
Am 1. Januar 2017 wurde der Gemeindeverband mit den Communautés de communes Moyen-Verdon, Pays d’Entrevaux, Teillon und Terres de Lumière zur neuen Communauté de communes Alpes Provence Verdon zusammengeschlossen.

## Ehemalige Mitgliedsgemeinden
1. Allos
2. Beauvezer
3. Colmars
4. Thorame-Basse
5. Thorame-Haute
6. Villars-Colmars